# Калітрі
Калітрі (італ. Calitri) — муніципалітет в Італії, у регіоні Кампанія,  провінція Авелліно.
Калітрі розташоване на відстані близько 270 км на південний схід від Рима, 100 км на схід від Неаполя, 55 км на схід від Авелліно.
Населення — 4749 осіб (2014).
Щорічний фестиваль відбувається 25 травня. Покровитель — San Canio.

## Демографія
Населення за роками:

Станом на 1 січня 2023 року в муніципалітеті офіційно проживали 152 іноземці з 25 країн, серед них 35 громадян країн Євросоюзу та 20 громадян України.

## Сусідні муніципалітети
- Андретта
- Акуїлонія
- Ателла
- Бізачча
- Кайрано
- Пескопагано
- Рапоне
- Рьонеро-ін-Вультуре
- Руво-дель-Монте